# 帕特南 (紐約州)
帕特南（英語：Putnam）是一個位於美國紐約州華盛頓縣的鎮。

## 人口
根據2020年美國人口普查的數據，帕特南的面積為91.73平方千米，當中陸地面積為84.93平方千米，而水域面積為6.80平方千米。當地共有人口567人，而人口密度為每平方千米6人。